# Jakov Zacharovič Štamov
Jakov Zacharovič Štamov (rusky Яков Захарович Штамов; 12. listopadu 1885 Bijsk – 20. prosince 1939 Irkutsk) byl ruský lékař, organizátor sibiřských lázeňských zařízení.
Narodil se v buržoazní rodině. V roce 1905 maturoval na semipalatinském gymnáziu. Od roku 1906 studoval na lékařské fakultě Univerzity Tomsk, kde absolvoval v roce 1912.
V roce 1921 založil a stal se prvním ředitelem (od roku 1922 do roku 1929) Tomského fyzioterapeutického ústavu (dnes Tomský výzkumný ústav balneologie a fyzioterapie). Ústav byl pověřen zkoumáním přírodních metod a fyzioterapie pro léčbu a rehabilitaci pacientů. Současně byl ředitelem lázní „Jezero Karači“ (od roku 1924).
V roce 1932 se přestěhoval do Irkutsku, kde podle pokynů vlády organizoval a vedl Irkutský fyzioterapeutický ústav.
V roce 1937 byl zatčen a později spáchal sebevraždu ve vězeňské cele. Posmrtně byl rehabilitován.